# Traje rosa de Jacqueline Kennedy
El traje rosa de Jacqueline Kennedy es el atuendo que la primera dama lució el 22 de noviembre de 1963, día en que su esposo, el presidente de los Estados Unidos John F. Kennedy, fue asesinado en Dallas, Texas. De la firma Chanel y elaborado en lana bouclé con doble botonadura, el traje, de color frambuesa y cuello azul marino, tenía como complementos un sombrero pillbox del mismo color y guantes blancos. Tras el magnicidio, Jacqueline se negó a quitarse el traje, manchado de sangre, durante el juramento de Lyndon B. Johnson en el Air Force One así como en el viaje de regreso a Washington D. C. con el cuerpo de Kennedy.
El traje rosa de Jacqueline, quien fue un icono de la moda, es el más conocido y referenciado de todos los elementos de su guardarropa, llegando a convertirse en su marca personal. Un tema objeto de debate durante mucho tiempo entre historiadores y expertos en moda fue si el traje había sido elaborado por Chanel en Francia o si se trataba de una copia de alta calidad adquirida en las colecciones semianuales de Karl Lagerfeld o Chez Ninon en Nueva York. El dilema fue resuelto por Justine Picardie, biógrafa de Coco Chanel, quien demostró que el traje en cuestión es en realidad una copia elaborada por Chez Ninon haciendo uso de patrones y materiales autorizados por Chanel.

## Icono de moda
Entre finales de la década de 1950 y principios de la década de 1960, el traje sastre de Chanel era uno de los símbolos más destacados de la elegancia femenina burguesa que podía adquirirse en cualquier parte del mundo occidental, evocando una poderosa imagen de la sofisticación, inteligencia e independencia de la mujer moderna. En esta época, el traje se convirtió en el «guardarropa básico de la mujer estadounidense con una movilidad ascendente que podía adaptarse a casi todas las ocasiones del día que requerían a una mujer vestirse con estilo». Aunque llevar prendas de color rosa es común para las mujeres del siglo xxi, este color era novedoso para el mundo de la moda en la década de 1950, siendo un tono amado e incluso popularizado en la moda norteamericana por Mamie Eisenhower, quien lució una tonalidad denominada, según la historiadora Karal Ann Marling, «rosa Mamie». Dado que el traje Chanel era una declaración de independencia para la mujer, el color rosa poseía un elemento tradicional de feminidad, evadiendo tal vez los atributos foráneos y feministas asociados con el traje de Chanel entre la sociedad conservadora norteamericana.

## Elección
Antes de partir hacia Texas, Kennedy preguntó a su esposa qué atuendo pensaba llevar. En una entrevista con William Manchester tras la tragedia, Jacqueline declaró que su esposo le dijo: 

Van a estar todas esas ricas mujeres republicanas en ese almuerzo... llevando abrigos de visón y brazaletes de diamantes. Y tienes que verte tan magnífica como cualquiera de ellas. Sé sencilla – muéstrales a esas texanas lo que es realmente el buen gusto.

Tras esto, el presidente entró y salió repetidas veces de su habitación mostrando diversos vestidos a su esposa. Los atuendos finalmente elegidos, acordes con el clima, resultaron ser los más antiguos de su guardarropa: vestidos de color blanco y beige, trajes azules y amarillos, y un traje rosa con cuello azul marino y un sombrero pillbox a juego. Al parecer, este último era uno de los atuendos favoritos del presidente Kennedy; el traje había sido mostrado por vez primera en la colección otoño/invierno de 1961 de Coco Chanel. Existen varias imágenes de Jacqueline llevando el traje en cuestión (o uno similar) en Washington D. C. en noviembre de 1961; en una iglesia el 12 de noviembre del mismo año; en Londres el 26 de marzo de 1962; en Washington D. C. en septiembre de 1962; en Lafayette Square Historic District (Washington D. C.) el 26 de septiembre del mismo año; en una visita al primer ministro de Argelia el 15 de octubre de 1962; y en una visita al maharajá de Jaipur el 23 de octubre de 1962. Después de esta última ocasión, aparentemente Jacqueline no volvió a ser inmortalizada llevando el atuendo de Chanel hasta el día del magnicidio, cuando fue fotografiada luciendo el traje en Fort Worth, Dallas, poco antes de la tragedia, habiéndolo llevado puesto desde que abandonó el Air Force One en el aeropuerto Dallas Love.

## Descripción

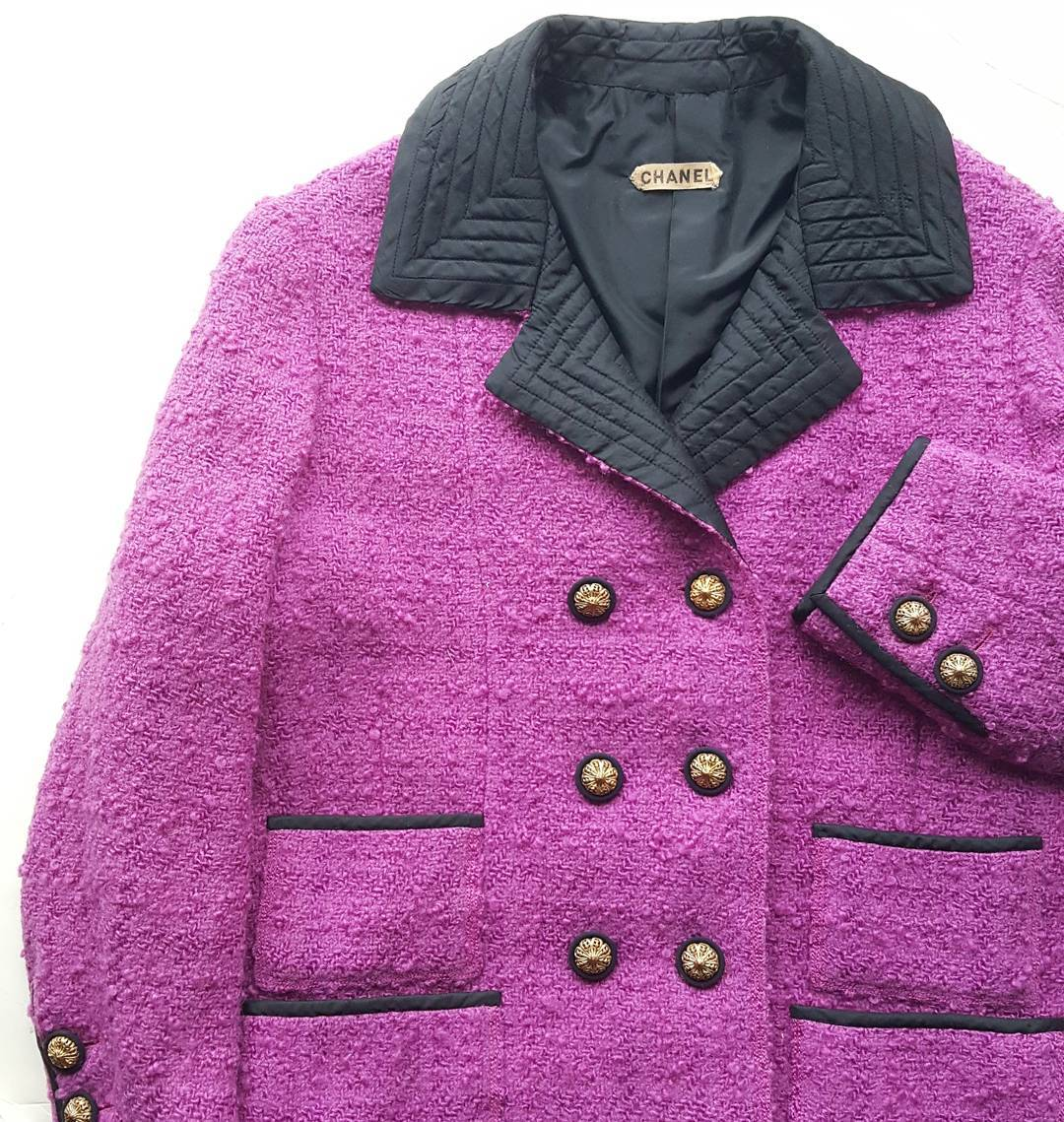
Chaqueta original de 1961 de alta costura del mismo tono frambuesa pero con ribetes de seda negra, elaborada por Coco Chanel en París (Colección Adnan Ege Kutay).

El atuendo tiene doble botonadura, con seis botones en oro y cuatro bolsillos cuadrados, dos a cada lado. El material consiste en lana ligera de Linton Tweeds en un tejido nudoso conocido como bouclé. El cuello acolchado ancho, el forro de la chaqueta, los ribetes en las mangas y la parte superior de los bolsillos son de seda azul marino, mientras que el color del traje, frambuesa, es descrito en la mayor parte de los reportajes de prensa como rosa frambuesa. Por su parte, cada guante, realizado en cuero de color blanco, luce dos botones de oro en la muñeca, mientras que los botones del traje tienen un ribete azul en el borde. Un elemento clave de las chaquetas de Chanel era una pequeña cadena en oro cosida a lo largo del borde interior inferior de la chaqueta para proporcionar el peso suficiente para que colgase derecho. El atuendo incorporaba además una blusa sin mangas en seda azul marino. En caso de haber bajas temperaturas, Jacqueline llevaba una bufanda de seda azul marino a juego anudada en el cuello e introducida en la parte delantera de la chaqueta. Como complemento, Jacqueline lucía un sombrero pillbox a juego con el tono frambuesa del traje con un ribete azul marino en la parte superior, sujetando la primera dama el sombrero a su cabeza con un alfiler. Como accesorio, Jacqueline llevaba consigo un bolso con hebilla dorada y una cadena de oro como asa. Respecto al calzado, llevaba puestos unos zapatos de tacón bajo en azul marino con un pequeño detalle en oro en la punta, luciendo, por otro lado, un brazalete de oro en su muñeca izquierda como única joya. La mayor parte del público americano que vio imágenes de la pareja presidencial en la televisión y en los periódicos entre 1961 y 1963 no pudo apreciar el color del traje debido a que en aquel entonces las noticias eran retransmitidas en blanco y negro y los periódicos no imprimían imágenes en color. La tonalidad del traje empezó a ser ampliamente conocida tras la aparición de varias fotografías en color publicadas por la revista Life el 29 de noviembre de 1963 con motivo de un homenaje a Kennedy así como tras la publicación de la Comisión Warren por parte de la misma revista en su ejemplar del 2 de octubre de 1964.

## Autenticidad
Durante años hubo un debate entre historiadores y expertos en moda acerca de si el traje fue fabricado por Chanel en Francia o si constituía una copia adquirida en Nueva York a Chez Ninon, una popular tienda de ropa que importaba diseños de etiqueta y materiales para confeccionar ropa en Estados Unidos. Un gran número de fuentes afirmaba que era más que probable que la prenda constituyese una versión de un traje rosa en lana bouclé de Chanel con cuello azul marino, declarando algunas de ellas que había sido elaborado por Chez Ninon en 1961. Sumado a esto, existe el hecho indiscutible de que el diseñador oficial de la primera dama era Oleg Cassini, quien la proveía de prendas tanto para uso público como privado. En su biografía autorizada sobre Coco Chanel en 2010, Justine Picardie resolvió el dilema declarando que la tela, los botones y los ribetes de la chaqueta provenían de la casa Chanel en París, si bien el traje en sí fue elaborado y ajustado a Jacqueline en Chez Ninon haciendo uso del sistema «línea por línea» aprobado por Chanel. Picardie sostiene que este sistema no tiene nada que ver con la falsificación ni con la violación de la marca comercial, puesto que Chanel proveía de los materiales necesarios a Chez Ninon. El propósito de comprar el traje a la tienda de Nueva York no era ahorrar dinero, ya que el precio de la prenda era el mismo, sino mostrar un sentimiento patriótico de cara al electorado americano mediante la adquisición de copias en los Estados Unidos en vez de en Francia. Concretamente, el traje de Jacqueline estaba valorado en 1963 en entre $800 y $1000 ($7962 y $9952 actualmente).

## Asesinato de Kennedy

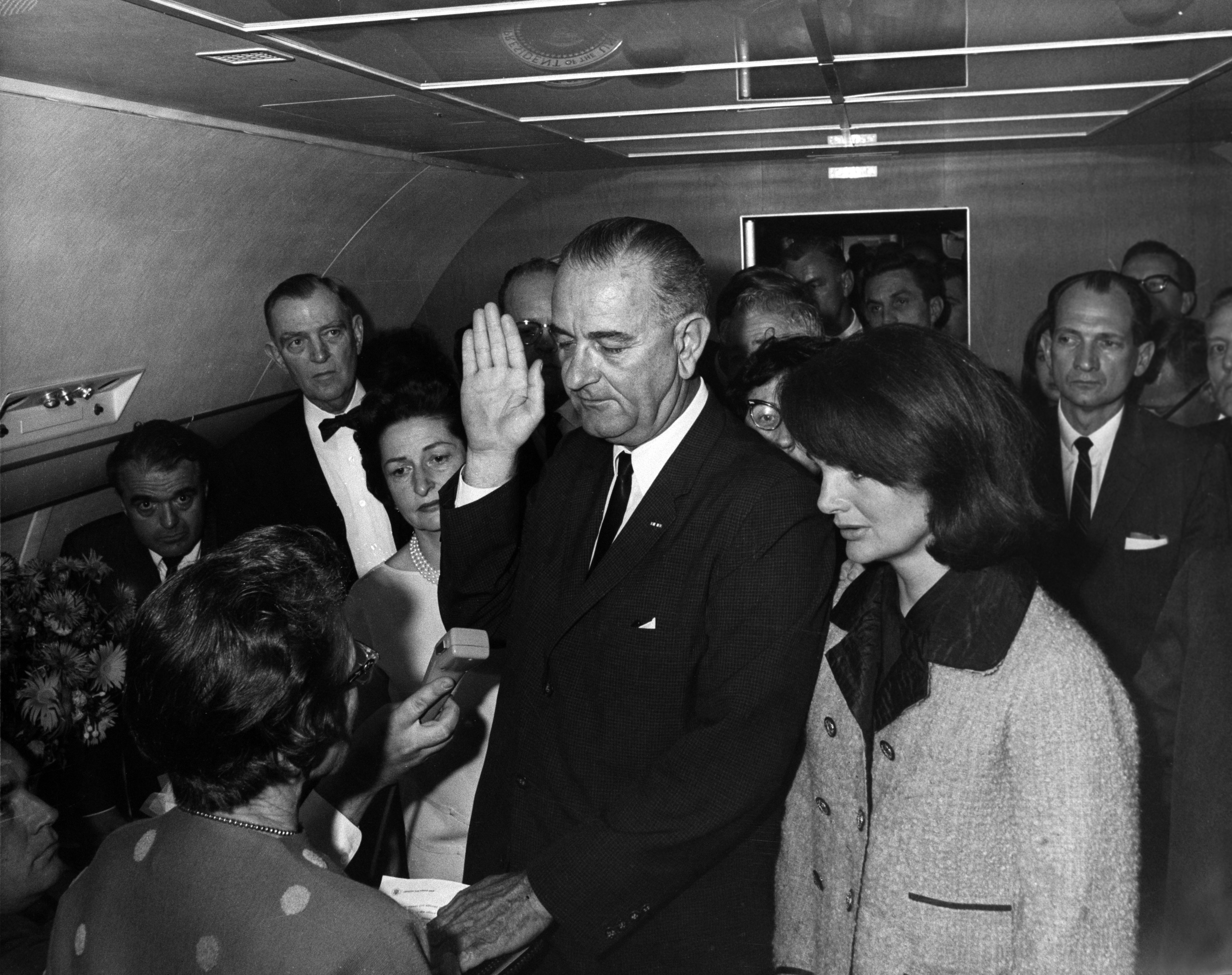
Jacqueline Kennedy llevando el traje manchado de sangre durante el juramento de Lyndon B. Johnson (22 de noviembre de 1963). En la imagen, las manchas de sangre no son visibles debido a que se hallan en el lado derecho del traje.

El 22 de noviembre de 1963, Jacqueline estaba sentada a la izquierda de Kennedy en el asiento trasero de la limusina presidencial mientras el vehículo recorría las calles de Dallas. Inmediatamente después de que el presidente recibiese un disparo en la cabeza, el vestido de Jacqueline quedó manchado con su sangre. Tras llegar a Parkland Hospital, Lady Bird, esposa del vicepresidente Lyndon B. Johnson, vio el coche y dijo:

Lancé una última mirada sobre mi hombro y vi en el coche del presidente un bulto rosa, como un montón de pétalos, tumbado en el asiento trasero. Era Mrs. Kennedy tumbada sobre el cuerpo del presidente.

En el hospital, Jacqueline siguió llevando puesto el traje ensangrentado, aunque se quitó el sombrero. William Manchester escribió en The Death of a President:

El Lincoln huyó por el carril central del boulevard; su sombrero pillbox, atrapado en un remolino de viento azotante, se deslizó sobre su frente, y con un movimiento violento se lo quitó y lo arrojó. El alfiler le arrancó un mechón de su propio cabello. Ni siquiera sintió dolor.

El paradero del sombrero resulta desconocido, siendo Mary Gallagher, secretaria personal de la primera dama, la última persona conocida en verlo. Varias personas preguntaron a Jacqueline si deseaba cambiarse de ropa, a lo que se negó. Lady Bird se ofreció a enviar a alguien para que la ayudase, pero la primera dama respondió: «Oh, no... quiero que vean lo que le han hecho a Jack». Pese al consejo del médico de Kennedy, el almirante George Burkley, quien «trató gentilmente de persuadirla de cambiarse su traje rosa de Chanel empapado en sangre», Jacqueline siguió llevando puesto el mismo atuendo durante el juramento del vicepresidente Johnson en el Air Force One como 36.º presidente de los Estados Unidos. Lady Bird destacó que durante la ceremonia:

Su pelo [estaba] cayendo por su cara pero [estaba] muy compuesta... la miré. El traje de Mrs. Kennedy estaba manchado de sangre. Una pierna estaba casi enteramente cubierta de ella y su guante derecho estaba cubierto, estaba cubierto con sangre – la sangre de su esposo. De alguna manera, esa fue una de las visiones más conmovedoras – esa mujer inmaculada, exquisitamente vestida, y cubierta de sangre.

Jacqueline nunca lamentó haberse negado a quitarse el traje ensangrentado, aunque sí se arrepintió de haberse limpiado la sangre de la cara antes del juramento de Johnson.

## Hechos posteriores
Cuando la primera dama finalmente se quitó el traje a la mañana siguiente, su doncella lo dobló y lo guardó en una caja, la cual fue entregada algunos días después del magnicidio a la madre de Jacqueline, Janet Lee Auchincloss, quien antes de almacenarla en el ático de su casa escribió en la parte superior: «22 de noviembre de 1963». Eventualmente esta caja fue entregada a los Archivos Nacionales en Maryland junto con una nota sin firmar con un membrete de la papelería Auchincloss. La nota rezaba: «Traje de Jackie y bolso llevados el 22 de nov., 1963». El traje, el cual nunca fue limpiado, se custodia actualmente fuera de la vista del público en «un contenedor libre de ácido en una habitación sin ventanas... la localización precisa se mantiene en secreto. La temperatura oscila entre 65 y 68 °F (18 y 20 °C); la humedad es del 40 por ciento; el aire es cambiado seis veces cada hora».
El traje no volverá a ser mostrado al público hasta al menos 2103, de acuerdo con una acción emprendida por Caroline Kennedy, única hija superviviente y heredera del matrimonio. Por otro lado, cabe destacar que Jacqueline siguió adquiriendo prendas de ropa de la firma Chanel durante un tiempo tras el asesinato de su esposo.

## Significado histórico
El atuendo de Chanel ha sido descrito como «un famoso traje rosa el cual estará siempre incrustado en la conciencia histórica americana», «una de esas imágenes indelebles que los americanos han guardado: Jackie en el traje rosa de Chanel manchado de sangre», «la prenda más legendaria en la historia americana», y como «emblemático del fin de la inocencia».